# Rita Marley
Rita Marley, właśc. Alpharita Constantia Anderson (ur. 25 lipca 1946 w Santiago de Cuba) – jamajska piosenkarka, wdowa po muzyku reggae Bobie Marleyu, członkini trio The Soulettes (z koleżanką Marlene „Precious” Glifford oraz kuzynem Constantine „Dream” Walkerem), a następnie I-Threes (z Marcią Griffits oraz Judy Mowatt) wspierającego zespół The Wailers Boba Marleya.
Rodzicami Rity byli Leroy Anderson i Cynthia „Beda” Jarrett. Matka Rity opuściła rodzinę zabierając ze sobą brata Rity Donovana. Była wychowywana przez ciotkę Violę Anderson Britton. Jej rodzeństwem są również:
- Lepke (Leroy Anderson) – założyciel pierwszej rozgłośni w Europie nadającej czarną muzykę Dread Broadcast Corporation (DBC)
- Ranking Miss P (Margaret Jones) – prezenterka radia BBC
- Diane and Jeanette/Janet – członkinie szwedzkiego zespołu tanecznego Dayenne

Rita Marley wychowywała się w Trenchtown na Jamajce. W połowie lat 60. śpiewała w trio The Soulettes, nagrywającym dla wytwórni Studio One. Wtedy też poznała Boba Marleya. Pobrali się 10 lutego 1966. Po spotkaniu cesarza Hajle Syllasje I, w czasie jego wizyty w Kingston na Jamajce 21 kwietnia 1966 stała się rastafarianką i to, prawdopodobnie, ona wprowadziła w ten ruch Boba Marleya. Rita napisała wiele piosenek, które nagrał Marley (m.in. Rat Race, Crazy Baldhead, Who the Cap fit) (patrz bibliografia). Po jego śmierci nagrała samodzielnie kilka albumów, które odniosły sukces w Wielkiej Brytanii i zajmowała się spuścizną po mężu. W 2004 opublikowała swoją autobiografię No Woman, No Cry. My Life With Bob Marley (wydaną w Polsce nakładem wydawnictwa Axis Mundi, w przekładzie Michała Lubay-Lubiszewskiego w 2010 roku).

## Dyskografia
- 1967: Pied Piper (singel, on Club Ska '67) – Mango
- 1980: Rita Marley – Trident
- 1981: Who Feels It Knows It – Shanachie Records
- 1988: Harambe (Working Together for Freedom) – Shanachie Records
- 1988: We Must Carry on – Shanachie Records
- 1990: Beauty of God’s – Shanachie Records
- 1990: Good Girls Cult – Shanachie Records
- 1990: One Draw – Shanachie Records
- 2003: Sings Bob Marley...and Friends – Shanachie Records
- 2004: Play Play – Universal Music
- 2005: Sunshine After Rain
- 2006: Gifted Fourteen Carnation

## Dzieci
Rita miała sześcioro dzieci, troje z innych związków oraz troje w małżeństwie z Bobem Marleyem. Zaadoptował on dwoje dzieci Rity jako swoje własne (Sharon i Stephanie) i dał im swoje nazwisko.
Dzieci Rity, według kolejności urodzenia:
1. Sharon Marley, ur. 23 listopada 1964, ze związku z innym mężczyzną
2. Cedella Marley, ur. 23 sierpnia 1967, z mężem Bobem Marleyem
3. David Nesta „Ziggy” Marley, ur. 17 października 1968, z mężem Bobem Marleyem
4. Stephen Marley, ur. 20 kwietnia 1972, z mężem Bobem Marleyem
5. Stephanie Marley, ur. 17 sierpnia 1974, ze związku pozamałżeńskiego
6. Serita Stewart, ur. 11 sierpnia 1985